# Ноћ у јуну
Ноћ у јуну (тур. Haziran gecesi) турска је телевизијска серија, снимана од 2004. до 2006.
У Србији је емитована 2011. и 2012. на телевизији Пинк.

## Радња
Хавин је млада девојка, студент на универзитету. Заједно са другарицом Лале зарађује за студије. Лале једног дана проналази посао за себе и Хавин као пословна пратња политичарима на једној забави. Иако Хавин није баш сигурна шта је тамо чека, пристаје на посао јер нема другог избора. 
На забави, Хавин је усликана са Уралом Ајдином. Уралов син, Баран, наредног дана се враћа из Италије да започне посао са драгуљима. Силом прилика упознаје Хавин и заљубљује се у њу, иако се Баранова мајка, Кумру, противи тој вези јер жели да се Баран ожени Дујгу, девојком за коју сматра да је прикладна за њихову породицу. 
Упркос свему, Баран и Хавин започињу везу и убрзо почињу са плановима за венчање. Међутим, на дан њиховог венчања доживе удес. Хавин је тешко повређен, а Кумру поставља услов Барану да ће спасити њен живот ако је остави. Баран пристаје, а након неког времена добија вест да је Хавин умрла, иако је она заправо жива.
Годинама касније, Баран је ожењен са Дујгу, имају троје деце и живе у срећном браку. Међутим, Баранов и Хавинин пут ће се поново укрстити, а овога пута му се она представља као Сибел. Немоћна да издржи фарсу, Хавин му све признаје и они поново започињу везу. Али неће све бити како су планирали јер су главна препрека њиховој љубави Баранова породица.

## Улоге
| Глумац:         | Улога: |
| --------------- | ------ |
| Озџан Дениз     | Баран  |
| Наз Елмас       | Хавин  |
| Небахат Чехре   | Кумру  |
| Демир Карахан   | Урал   |
| Џевдет Алиџилар | Харун  |
| Бурџу Кара      | Дујгу  |
| Џенк Ертан      | Џемал  |
| Хаки Ергок      | Семих  |
| Гокче Јанардаг  | Селен  |
| Озге Оздер      | Лале   |